# Parròquia de Saint Michael (Barbados)
La parròquia de Saint Michael alberga a Bridgetown, la capital de Barbados, dita així pels ponts sobre el Careenage, la ciutat és el centre de l'activitat comercial de Barbados, així com el centre de la xarxa de transport públic. St. Michael és la seu de prestigioses escoles, com Combermere, Harrison College o la St. Michael School i també de diverses oficines governamentals (El Ministeri d'Educació, el d'indústria i el d'afers exteriors).
A la capital de Barbados també podem trobar el port internacional, de vital importància, ja que la major part del turisme que arriba a l'illa ho fa a través de creuers.
D'acord amb el cens de l'any 2010, la població de la parroquia era de 88.529 habitants.

## Parròquies limítrofes amb St. Michael
- Christ Church - Sud
- Saint George - Est
- Saint James - Nord-oest
- Saint Thomas - Nord-est

## Personatges il·lustres
- Rihanna (Robyn Rihanna Fenty): Cantant pop
- Bill Bourne: Exjugador de criquet de primera classe
- Tony Howard: Jugador de criquet amb l'equip nacional de les Índies Occidentals
- Tino Best: Jugador de cricket
- James Cameron Tudor: Polític i diplomàtic de Barbados, membre fundador del partit laborista democràtic del país el 1955
- Dwayne Mars: Jugador de futbol el qual va participar amb la selecció nacional de Barbados i va jugar amb el club Notre Dame SC
- Laurie Johnson: Jugadora de criquet, la qual va jugar amb el Derbyshire County Cricket Club
- Hugh Springer: Governador general de Barbados
- Nolan Clarke: Jugador de criquet, el qual va participar amb l'equip nacional dels països baixos
- Elvis Joseph: Jugador de futbol americà